# Gündlischwand
Gündlischwand (toponimo tedesco) è un comune svizzero di 324 abitanti del Canton Berna, nella regione dell'Oberland (circondario di Interlaken-Oberhasli).

## Società

### Evoluzione demografica
L'evoluzione demografica è riportata nella seguente tabella:
Abitanti censiti

## Infrastrutture e trasporti

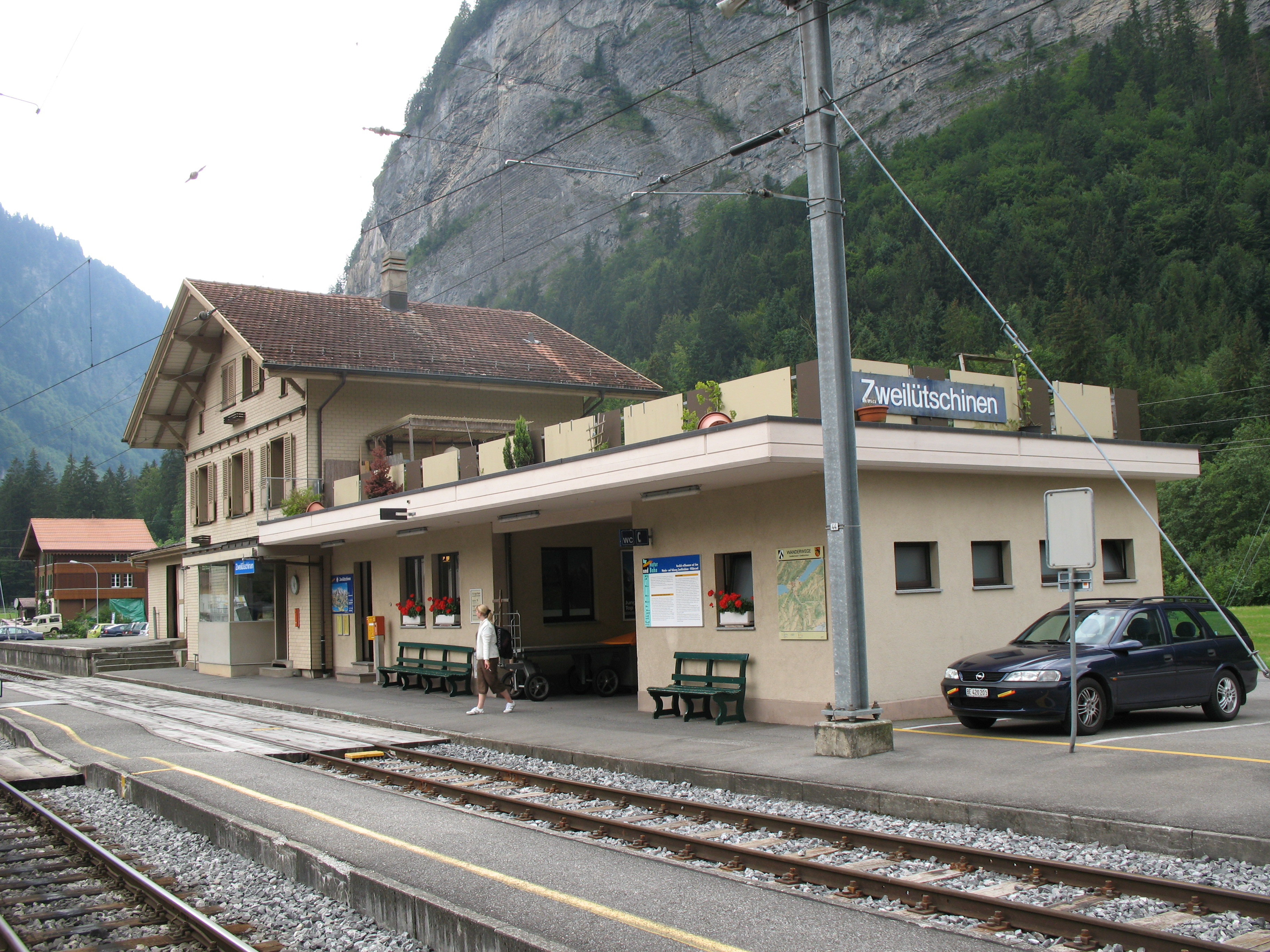
La stazione di Zweilütschinen

Gündlischwand è servito dalla stazione di Zweilütschinen, sulla ferrovia dell'Oberland bernese, e dalla ferrovia della Schynige Platte.

## Amministrazione
Ogni famiglia originaria del luogo fa parte del cosiddetto comune patriziale e ha la responsabilità della manutenzione di ogni bene comune ricadente all'interno dei confini del comune.